# Universidad Nacional de Chonbuk
La  Universidad nacional de Chonbuk, hangul: 국립 전북 대학교, hanja:國立 全北 大學校, es una universidad pública surcoreana. 